# 富津内村
富津内村（ふつないむら）は、秋田県中央部に位置していた村。1889年4月1日に富田村、中津又村、下山内村が合併して誕生。各村から一字ずつとって富津内の名になった。1955年3月31日に五城目町、大川村、馬場目村、内川村と合併して五城目町となった。

## 地理
全体が西側に傾斜し、東に行くほど急になる。中心を富津内川が流れ両側を山に囲まれる。